# Victoria Tower (London)

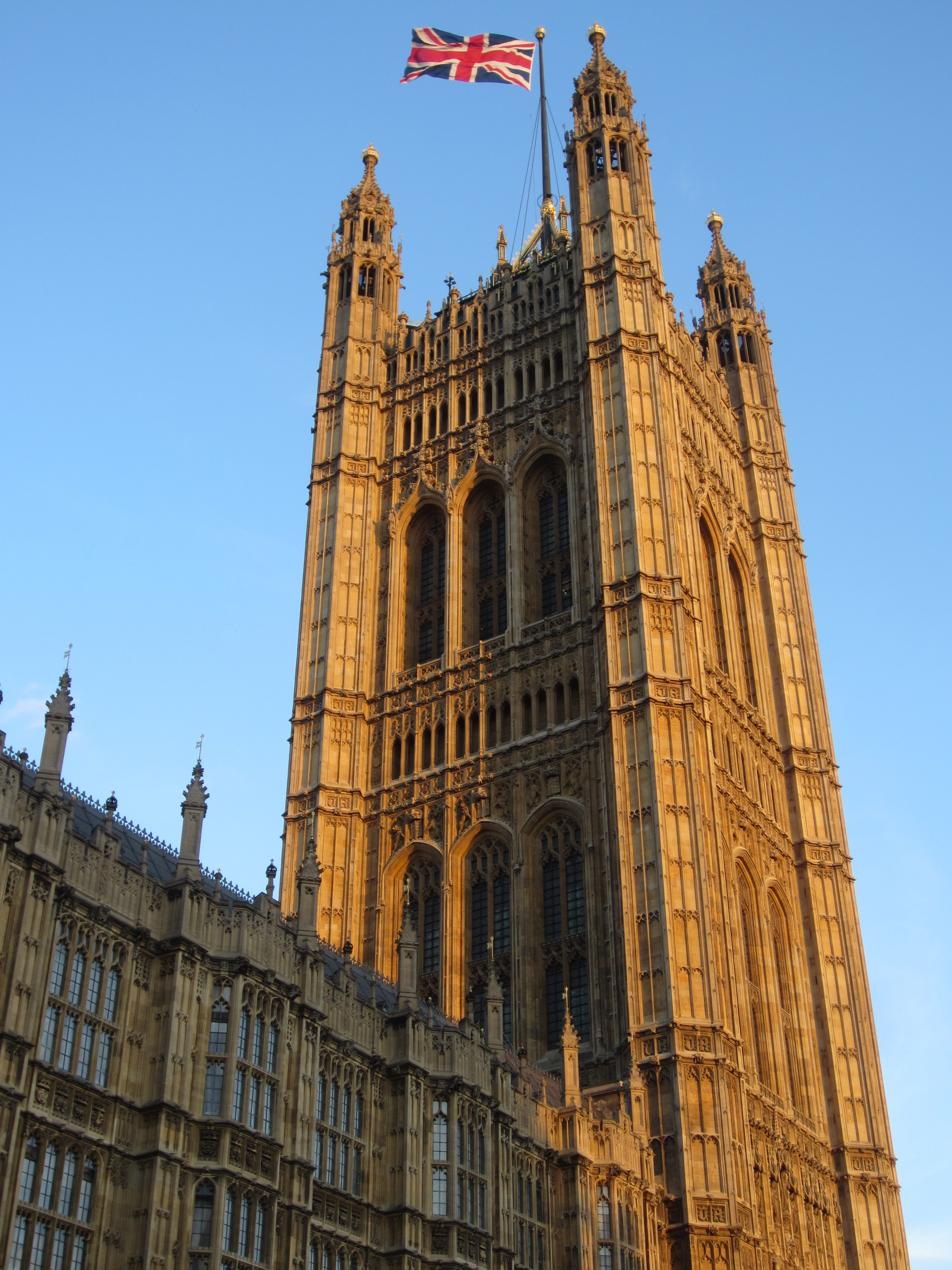
Victoria Tower

Der Victoria Tower ist ein Turm des Palace of Westminster in London.
Der von Charles Barry neu errichtete Palace of Westminster besitzt mehrere Türme. Der höchste ist der 98,45 Meter hohe Victoria Tower, ein viereckiger Turm an der Südwestecke. Er wurde nach der herrschenden Monarchin während der Zeit des Wiederaufbaus, Königin Victoria, benannt.
Zur Zeit seines Baues war er der höchste rechteckige Turm der Welt.
Im Turm befindet sich das House of Lords Record Office (Archiv des House of Lords). Trotz seines Namens werden hier Dokumente beider Parlamentskammern archiviert (daher heute auch als Parliamentary Archives bezeichnet).
Auf der Turmspitze befindet sich ein Flaggenmast:
Weilt der Monarch im Gebäude, wird der Royal Standard gehisst, ansonsten weht der Union Jack.
Am Fuße des Turms befindet sich der Sovereign’s Entrance; diesen Eingang benutzt der Monarch jeweils bei der Parlamentseröffnung, um in das Gebäude zu gelangen.